# Anthodioctes angelicae
Anthodioctes angelicae är en biart som beskrevs av Urban 1999. Anthodioctes angelicae ingår i släktet Anthodioctes och familjen buksamlarbin. Inga underarter finns listade i Catalogue of Life.